# سوراندای
سوراندای (به انگلیسی: Surandai) یک شهر در هند است که در ناحیه تیرانلولی واقع شده‌است. سوراندای ۶۵٬۰۰۰ نفر جمعیت دارد و ۱۳۲ متر بالاتر از سطح دریا واقع شده‌است.